# Pastificio Maltagliati
Pastificio Maltagliati è stata un'azienda toscana del settore alimentare, attiva e molto diffusa tra il 1848 e il 2004. Nel 2001 l'azienda è stata acquisita da Fabianelli.

## Storia
Nel 1848 il maestro pastaio Vincenzo Maltagliati, risiedente a Massa e Cozzile, nell'ancora rurale Margine Coperta, diede il via a "Il Pastificio", comprando un grande terreno situato dietro la sua casa, destinata a diventare la sede principale.
In poco tempo l'azienda iniziò a produrre vari tipi di pasta, utilizzando semola, uovo e grano duro 100% italiano, e finirono per esportarla in tutta l'Italia, e anche al di fuori, facendo arrivare alcuni prodotti negli Stati Uniti ed Europa; entrò velocemente a far parte della storia imprenditoriale d'Italia, e naturalmente nella storia del proprio comune, ai tempi ancora in via di sviluppo. L'azienda era a conduzione familiare, infatti Maltagliati e la sua famiglia vivevano davanti alla sede, oltre a loro si unirono diversi altri dipendenti. Dopo la morte di Vincenzo la gestione andò al figlio Guglielmo (1862-1957) che si occupò della pubblicità e fece raggiungere al pastificio il suo massimo splendore – che per gran parte della sua storia veniva infatti chiamato Pastificio G. Maltagliati –, al fratello Ernesto e al figlio Luigi, deceduto nel 2009.
Ottenne particolare popolarità in Liguria e all'Elba, dove quasi tutti i prodotti pastifici erano della Maltagliati, questo grazie al contributo di uno dei dipendenti, Angiolo Ferretti, sindaco di Massa e Cozzile dal 1964 al 1975.
Negli anni '90 viene acquisita dalla Italgrani di Franco Ambrosio, ma è qui che iniziò ad andare in crisi, passando da un massimo di 250 dipendenti a solo un centinaio, alla fine nel 1999 fu dichiarato il fallimento, e rimasero solo 30 operai. Nel 2001 i prodotti vennero acquisiti dal Pastificio Fabianelli, che li commercializza ancora. Nel 2004 il pastificio chiuse ufficialmente i battenti.

## Il pastificio
La sede dell'azienda (denominata semplicemente "Il Pastificio") venne costruita da Vincenzo Maltagliati nel 1848 quando iniziò l'attività, comprando più di 20.000 metri quadri di terreno situati dietro la sua abitazione sulla Statale Lucchese. Nel 1879, ottenne altri fondi per costruire un muro che separasse la casa dai beni, muro che esiste ancora oggi. Gli abitati circostanti fungevano da case per i dipendenti, mentre oggi sono stati tramutatati in condomini o altri negozi. Altre modifiche strutturali e costruzioni furono condotte lungo il tempo dai proprietari.
Con la chiusura dell'azienda, l'edificio andò nelle mani della famiglia Gonfiotti, ma ebbero scarsa cura del complesso, che iniziò lentamente a decadere, arrivando a un punto in cui il tetto cadeva letteralmente a pezzi e il cortile accumulava detriti e sporcizia, oltre a essere luogo di malvivenza e vandali. Veniva chiamata "Zona Degrado" dagli abitanti, nome che si riferisce anche ad altri edifici abbandonati là vicino. I Gonfiotti misero all'asta l'edificio, sebbene all'inizio nessuno fosse interessato, e l'amministrazione comunale tentò di riqualificarla, senza successo.
Nel 2021, il lotto venne finalmente acquistato da Eurospin Tirrenica S.p.A., in un accordo con l'amministrazione Marzia Niccoli per ricostruire la zona. Il via libera è stato dato a dicembre del 2023, il cantiere fu aperto ufficialmente a gennaio dell'anno seguente, affidato a una singola ditta e all'architetto Luca Lenzini, e si sono conclusi il 5 settembre 2024, notevolmente prima della data prevista. Insieme al nuovo punto vendita Eurospin, viene anche creato un grande parcheggio, un'area verde con un parco giochi e un collegamento stradale tra la Lucchese e la via Aladino Sabatini, agevolando l'urbanistica della frazione. Seguono lavori di costruzione di case e botteghe adiacenti al punto vendita e altri lavori di riqualificazione in corso in edifici vicini, in particolare l'apertura di un ulteriore punto vendita in mano a Tres Tres & Co., avvenuta il 20 marzo 2025.
Di particolare interesse è la Piazza Maltagliati, accanto alla vecchia dimora del Maltagliati (ancora in mano ai discendenti), nella piazza è presente un obelisco in ricordo del pastificio che c'era un tempo, prima della sua demolizione, e viene spesso decorato. La piazza è stata inaugurata pubblicamente il 9 maggio 2025 ed intitolata a Guglielmo Maltagliati.

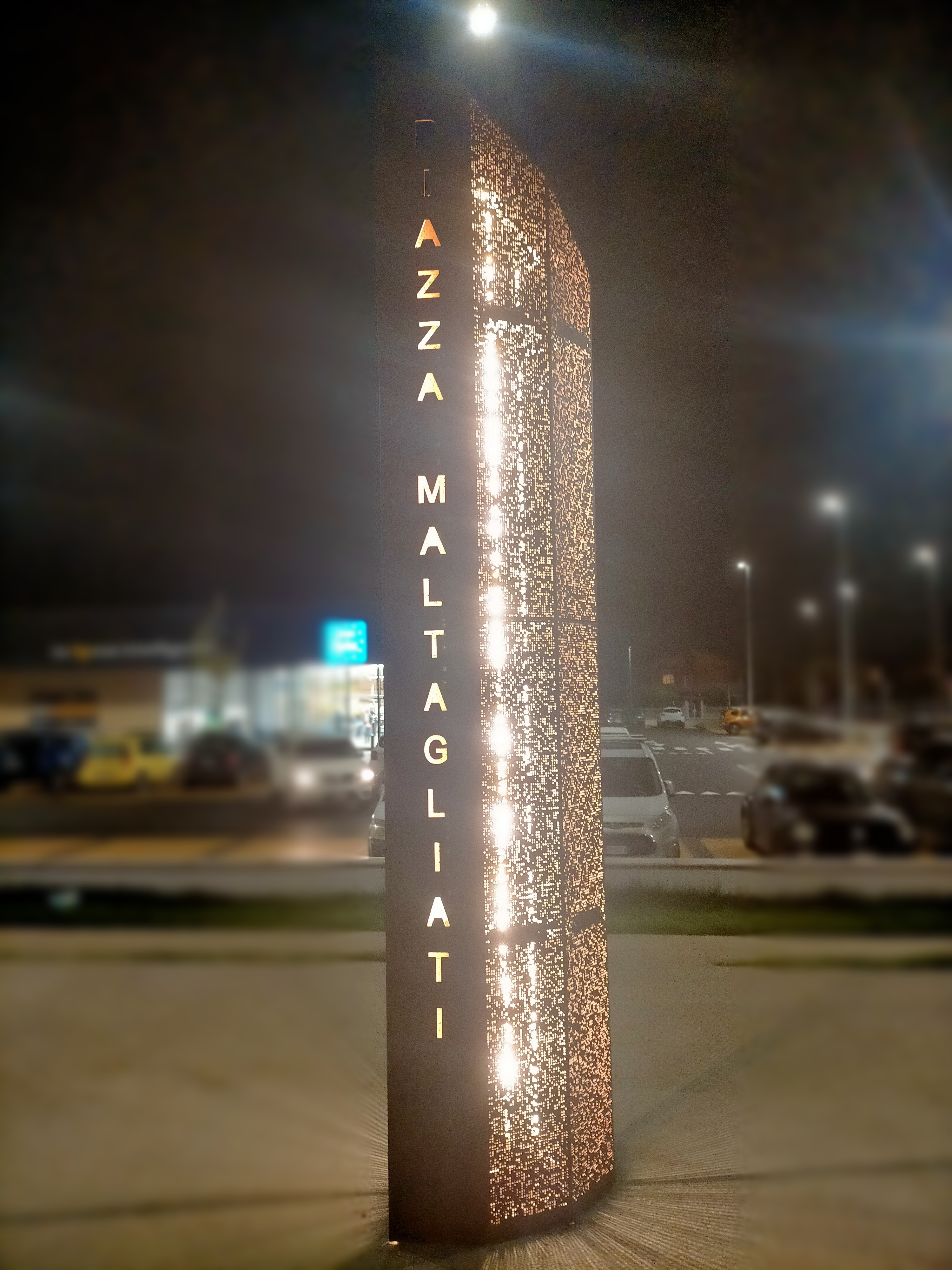
Obelisco in Piazza Maltagliati con dietro l'Eurospin

## Prodotti
Pasta Lunga
- Capellini
- Spaghetti
- Bucatini
- Linguine
- Fettuccine, Tagliatelle

Pasta Corta
- Penne
- Tortiglioni
- Rigatoni, Maccheroni
- Sedanini
- Gobbettini
- Chifferi
- Gomiti
- Conchiglie
- Fusilli Tricolore
- Gnocchi
- Cavatappi
- Corallini

Pasta da minestra
- Filini
- Puntine
- Orzetto
- Alfabeto
- Ditalini
- Pasta Mista
- Stelline
- Tempestine

Specialità
- Farfalle Tricolore
- Pagliaccetti
- Casarecce
- Barbina
- Signorine
- Pappardelle
- Lasagne
- Cannelloni
- Maltagliati

La Pasta Maltagliati viene venduta tutt'oggi al fianco di Pasta Toscana e Pasta Fabianelli, commercializzate con l'omonimo marchio, il prodotto è certificato Ḥalāl, EAC e USDA.